# Centrolene antioquiense
A Centrolene antioquiense a kétéltűek (Amphibia) osztályába, a békák (Anura) rendjébe, ezen belül az üvegbékafélék (Centrolenidae) családjának Centrolene nemébe tartozó faj.

## Előfordulása
Kolumbiában él, endemikus faj. Természetes élőhelye a szubtrópusi és trópusi nedves erdők és patakok, az Andok lejtőin. Állományai csökkenő tendenciát mutatnak. Legnagyobb veszélyforrás számára a vízszennyezés, ami a mezőgazdasági tevékenység következménye. A faj elterjedési területén nincs természetvédelmi terület.

## Életmódja
Petéit a víz fölé hajló ágak leveleire ragasztja. Kikelés után az ebihalak a vízbe pottyannak. A fajnak fennmaradása érdekében a galériaerdőkre szüksége van.